# Əliabad (Saatlı)
Əliabad è un comune dell'Azerbaigian situato nel distretto di Saatlı.